# Принстон
Принстон (англ. Princeton) — город в округе Мерсер штата Нью-Джерси, США. Муниципалитет был создан 1 января 2013 года путём объединения боро Принстон и тауншипа Принстон. По данным переписи населения США 2010 года население муниципалитета было 28 572 чел., из них население бывшего тауншипа составляло 16 265 чел., а население бывшего боро составляло 12 307 чел..
Принстон был основан до американской революции и наиболее известен как местоположение Принстонского университета. В городе расположены другие важные учреждения, такие как Институт перспективных исследований, Вестминстерский хоровой колледж, Принстонская лаборатория физики плазмы, Принстонская теологическая семинария, Opinion Research Corporation, Bristol Myers Squibb, Siemens Corporate Research, SRI International, FMC Corporation, Фонд Роберта Вуда Джонсона, Amrep Corporation, Church & Dwight, Berlitz International, Dow Jones & Company.

## История
Победа, одержанная при Принстоне американскими войсками под начальством Вашингтона над англичанами под начальством полковника Моугуда, была поворотным пунктом в войне за независимость.

## География
Находится в 70 км северо-восточнее Филадельфии и на аналогичном расстоянии к юго-западу от Нью-Йорка.

## Образование и наука

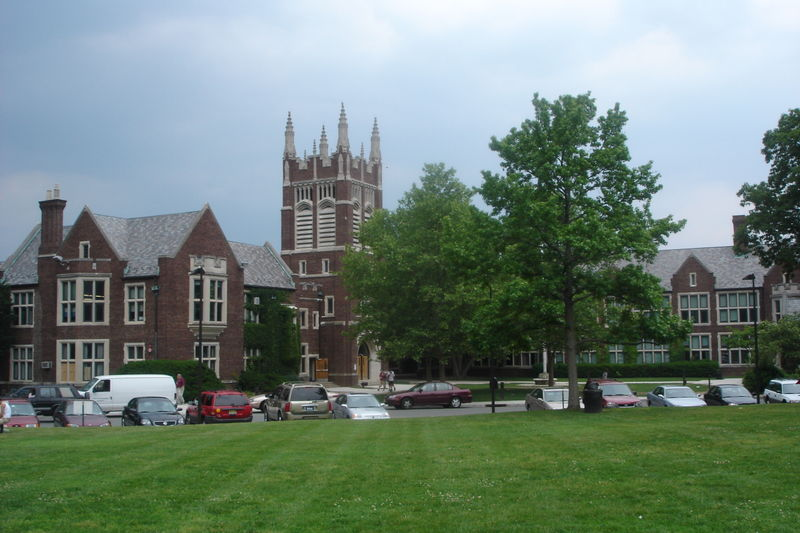
Старшая школа Принстона

В Принстоне расположен Принстонский университет, одно из старейших высших учебных заведений США, основанное в 1746 году в Элизабеттауне и переведённое в Принстон в 1756 году.
В городе также присутствует Принстонская богословская семинария (англ. Princeton Theological Seminary), основанная в 1812 году.
В 1930 году в Принстоне создан Институт перспективных исследований, в котором работали Альберт Эйнштейн, Джон фон Нейман и Курт Гёдель.

## В массовой культуре
- Является родным городом вымышленного археолога Индианы Джонса.
- В Принстоне происходит действие сериала «Доктор Хаус».

## Известные люди
- В Принстоне жили и преподавали лауреаты Нобелевской премии (в частности, Альберт Эйнштейн).
- В Ивлинском женском колледже[англ.] Принстона преподавал художник-импрессионист Теодор Робинсон.
- Здесь похоронены представители семейства Прайор, в числе которых Сара Прайор.